# Sigmund von Hausegger
Sigmund von Hausegger (Graz, 1872. augusztus 16. – München, 1948. október 10.) osztrák karmester és zeneszerző.

## Élete
Friedrich von Hausegger fiaként született. Fiatalon Degner és K. Pohling tanítványa volt. Előadói stílusát patetizmus jellemezte, amellyel nagy sikereket aratott Grazban (1895–1896), Müchenben (1899-től), Frankfurt am Mainban (1903–1906), majd Hamburgban és Berlinben (1910-től). Művei Liszt, Wagner, Brahms, és Wolf hatását mutatják. Jelentős közülük a Zinnober című opera (Hoffmann Klein Zachese nyomán), a szimfonikus költemények (Barbarossa, Wieland der Schmied, a zárókórusos Természetszimfónia), illetve egyéb kórusművek.

## Hangfelvételek
- Természetszimfónia – Youtube.com, Közzététel: 2012. nov. 12.
- Wieland der Schmied,  – Youtube.com, Közzététel: 2017. febr. 9.
- Barbarossa – Youtube.com, Közzététel: 2017. febr. 11

## Kották
- Hausegger, Siegmund von. International Music Score Library Project. (Hozzáférés: 2019. május 17.)